# Карло II Токко
Карло II Токко (умер в 1448 году) — правитель Эпирского царства и граф Кефалинии и Закинфа с 1429 по 1448 годы. Карло II позиционировал себя как правителя, носившего титул деспота, однако титул никогда не был присвоен ему византийским императором.

## Происхождение
Карло II был сыном графа Леонардо II Токко, младшего брата и соправителя Карло I Токко, графа Кефалинии и Закинфа, герцога Левкаса и правителя Эпира. В 1424 году дети Леонардо поселились у своего дяди. Сестра Карло II Маддалена Токко стала супругой будущего византийского императора Константина XI, но умерла год спустя после свадьбы — в 1429 году.

## Обретение власти
В июле 1429 года Карло II получил владения своего дяди, но тут у него возник конкурент: незаконнорождённые сыновья Карло I, которых возглавлял Мемноне. Они обратились за помощью к османскому султану Мураду II, который отправил в Эпир вспомогательный отряд под руководством Синана. Полководец вступил в переговоры с антилатинской фракцией Янины, и 9 октября 1430 года занял город.
В качестве вассала турок, Карло II продолжал управлять остатками своего царства из Арты, а его родственники овладели Акарнанией. Токко умер в октябре 1448 года, и ему наследовал сын Леонардо III Токко.
Своим именем турецкий санджак «Карли Или», центром которого был город Превеза, был обязан Карло II Токко.

## Семья
От брака с Раймондиной Вентимилья у Карла было четыре ребёнка:
- Леонардо III Токко — наследовал управление Эпиром
- Джованни Токко
- Антонио Токко — в 1481 году с помощью каталонских наёмников отвоевал у турок Кефалонию и Ксанте, но вскоре его войско перешло на сторону Венеции, а сам он был убит (1483).
- Эльвира Токко